# محسن فروزان
محسن فروزان مصردشتی (زاده ۱۴ اردیبهشت ۱۳۶۷ در رشت) دروازه‌بان فوتبال اهل ایران است که در باشگاه فوتبال مس رفسنجان در لیگ برتر خلیج فارس بازی می کند.

## دوران حرفه‌ای
او فوتبال خود را از تیمهای پایه شهرداری خمام و داماش گیلان آغاز کرد و در سن ۱۶ سالگی به تیم بزرگسالان داماش پیوست. سپس برای انجام سربازی به مدت دو سال به تیم نظامی ملوان رفت. او اولین بار در فصل ۸۹–۸۸ دروازه‌بان فیکس داماش گیلان شد. وی سال ۱۳۸۹ به تیم فوتبال گسترش فولاد تبریز پیوست و پس از پایان فصل، در سال ۱۳۹۰ به تراکتورسازی تبریز ملحق شد. فروزان در سال ۱۳۹۲ دوباره به گسترش فولاد بازگشت و با اتمام سال با قراردادی دوساله به تیم تراکتور سازی آمد اما پس از مدتی قرارداد خود را با تراکتور سازی فسخ کرد و در تیرماه سال ۱۳۹۳ با قراردادی ۲ ساله به استقلال تهران پیوست. او در خرداد ماه ۱۳۹۷ با قراردادی سه ساله مجدداً به تراکتورسازی بازگشت.
وی در حال حاضر بعد از حضور در تیم نفت آبادان از این تیم جدا شد و در تیم مس رفسنجان توپ می زند 

### بازداشت
فروزان ابتدا در اواخر فروردین ۹۸ به خاطر دریافت گل‌های مشکوک در بازی مقابل سپیدرود رشت و باخت ۳–۱باشگاه فوتبال تراکتور تراکتورسازی مقابل این تیم ته جدولی، از تیم تراکتورسازی اخراج شد. محسن فروزان توسط کمیته اخلاق فدراسیون فوتبال نیز به مدت یک ماه از کلیه فعالیت‌های فوتبالی تعلیق شد. همسرش، نسیم نهالی، به علت شرط‌بندی غیرقانونی و همچنین توهین قومیتی به مردم تبریز در شبکه‌های اجتماعی مورد انتقاد شدید قرار داشت. این زوج در تاریخ ۹ ام اردیبهشت ماه سال ۱۳۹۸ توسط سازمان اطلاعات سپاه عاشورا در تهران دستگیر شدند. خبر دستگیری وی و همسرش اوّلین بار از صفحه اینستاگرامی احمد علیرضا بیگی، نمایندهٔ وقت تبریز در مجلس اعلام شد و به فاصله یک روز در تاریخ ۱۰ ام اردیبهشت ماه سال ۱۳۹۸ سازمان اطلاعات سپاه دستگیری این زوج را تأیید کرد؛ و اتهام محسن فروزان، تبانی در بازی مقابل سپیدرود و اتهام همسرش، شرط‌بندی غیرقانونی اعلام شد.

## آمار باشگاهی
تا تاریخ ۱۵ اوت ۲۰۲۱
| آمار باشگاهی        | آمار باشگاهی        | آمار باشگاهی        | لیگ  | لیگ | جام      | جام      | قاره ای | قاره ای | مجموع | مجموع |
| فصل                 | تیم                 | لیگ                 | بازی | گل  | بازی     | گل       | بازی    | گل      | بازی  | گل    |
| ایران               | ایران               | ایران               | لیگ  | لیگ | جام حذفی | جام حذفی | آسیا    | آسیا    | مجموع | مجموع |
| ------------------- | ------------------- | ------------------- | ---- | --- | -------- | -------- | ------- | ------- | ----- | ----- |
| ۲۰۰۴–۲۰۰۷           | پگاه                | لیگ آزادگان         | ۱    | ۰   | ۰        | ۰        | _       | _       | ۱     | ۰     |
| مجموع پگاه          | مجموع پگاه          | مجموع پگاه          | ۱    | ۰   | ۰        | ۰        | _       | _       | ۱     | ۰     |
| ۲۰۰۷–۲۰۰۹           | ملوان               | لیگ آزادگان         | ۱    | ۰   | ۰        | ۰        | _       | _       | ۱     | ۰     |
| مجموع ملوان         | مجموع ملوان         | مجموع ملوان         | ۱    | ۰   | ۰        | ۰        | _       | _       | ۱     | ۰     |
| ۲۰۰۹–۲۰۱۰           | داماش               | لیگ آزادگان         | ۱۶   | ۰   | ۲        | ۰        | _       | _       | ۱۸    | ۰     |
| مجموع داماش         | مجموع داماش         | مجموع داماش         | ۱۶   | ۰   | ۲        | ۰        | _       | _       | ۱۸    | ۰     |
| ۲۰۱۰–۲۰۱۱           | گسترش فولاد         | لیگ آزادگان         | ۱۸   | ۰   | ۰        | ۰        | _       | _       | ۱۸    | ۰     |
| مجموع گسترش فولاد   | مجموع گسترش فولاد   | مجموع گسترش فولاد   | ۱۸   | ۰   | ۰        | ۰        | _       | _       | ۱۸    | ۰     |
| ۲۰۱۱–۲۰۱۲           | تراکتور             | لیگ برتر            | ۲۴   | ۰   | ۱        | ۰        | _       | _       | ۲۵    | ۰     |
| ۲۰۱۲–۲۰۱۳           | تراکتور             | لیگ برتر            | ۶    | ۰   | ۱        | ۰        | _       | _       | ۷     | ۰     |
| مجموع تراکتور       | مجموع تراکتور       | مجموع تراکتور       | ۳۰   | ۰   | ۲        | ۰        | _       | _       | ۳۲    | ۰     |
| ۲۰۱۳–۲۰۱۴           | گسترش فولاد         | لیگ برتر            | ۲۷   | ۰   | ۱        | ۰        | _       | _       | ۲۸    | ۰     |
| مجموع گسترش فولاد   | مجموع گسترش فولاد   | مجموع گسترش فولاد   | ۲۷   | ۰   | ۱        | ۰        | _       | _       | ۲۸    | ۰     |
| ۲۰۱۴–۲۰۱۵           | استقلال             | لیگ برتر            | ۲۸   | ۰   | ۳        | ۰        | _       | _       | ۳۱    | ۰     |
| مجموع استقلال       | مجموع استقلال       | مجموع استقلال       | ۲۸   | ۰   | ۳        | ۰        | _       | _       | ۳۱    | ۰     |
| ۲۰۱۵–۲۰۱۶           | سیاه جامگان         | لیگ برتر            | ۱۱   | ۰   | ۰        | ۰        | _       | _       | ۱۱    | ۰     |
| مجموع سیاه جامگان   | مجموع سیاه جامگان   | مجموع سیاه جامگان   | ۱۱   | ۰   | ۰        | ۰        | _       | _       | ۱۱    | ۰     |
| ۲۰۱۵–۲۰۱۶           | راه‌آهن              | لیگ برتر            | ۱۳   | ۰   | ۰        | ۰        | _       | _       | ۱۳    | ۰     |
| مجموع راه‌آهن        | مجموع راه‌آهن        | مجموع راه‌آهن        | ۱۳   | ۰   | ۰        | ۰        | _       | _       | ۱۳    | ۰     |
| ۲۰۱۶–۲۰۱۷           | خونه به خونه        | لیگ آزادگان         | ۱۲   | ۰   | ۰        | ۰        | _       | _       | ۱۲    | ۰     |
| مجموع خونه به خونه  | مجموع خونه به خونه  | مجموع خونه به خونه  | ۱۲   | ۰   | ۰        | ۰        | _       | _       | ۱۲    | ۰     |
| ۲۰۱۶–۲۰۱۷           | صبای قم             | لیگ برتر            | ۱۳   | ۰   | ۰        | ۰        | _       | _       | ۱۳    | ۰     |
| مجموع صبای قم       | مجموع صبای قم       | مجموع صبای قم       | ۱۳   | ۰   | ۰        | ۰        | _       | _       | ۱۳    | ۰     |
| ۲۰۱۷–۲۰۱۸           | پارس جنوبی          | لیگ برتر            | ۲۸   | ۰   | ۰        | ۰        | _       | _       | ۲۸    | ۰     |
| مجموع پارس جنوبی    | مجموع پارس جنوبی    | مجموع پارس جنوبی    | ۲۸   | ۰   | ۰        | ۰        | _       | _       | ۲۸    | ۰     |
| ۲۰۱۸–۲۰۱۹           | تراکتور             | لیگ برتر            | ۲۵   | ۰   | ۳        | ۰        | _       | _       | ۲۸    | ۰     |
| مجموع تراکتور       | مجموع تراکتور       | مجموع تراکتور       | ۲۵   | ۰   | ۳        | ۰        | _       | _       | ۲۸    | ۰     |
| ۲۰۱۹–۲۰۲۰           | پارس جنوبی          | لیگ برتر            | ۲    | ۰   | ۰        | ۰        | _       | _       | ۲     | ۰     |
| مجموع پارس جنوبی    | مجموع پارس جنوبی    | مجموع پارس جنوبی    | ۲    | ۰   | ۰        | ۰        | _       | _       | ۲     | ۰     |
| ۲۰۲۰–۲۰۲۱           | فولاد               | لیگ برتر            | ۲۲   | ۰   | ۲        | ۰        | ۷       | ۰       | ۲۵    | ۰     |
| مجموع فولاد         | مجموع فولاد         | مجموع فولاد         | ۲۲   | ۰   | ۲        | ۰        | ۷       | ۰       | ۳۱    | ۰     |
| ۲۰۲۱–               | گل گهر سیرجان       | لیگ برتر            | ۰    | ۰   | ۰        | ۰        | ۰       | ۰       | ۰     | ۰     |
| مجموع گل گهر سیرجان | مجموع گل گهر سیرجان | مجموع گل گهر سیرجان | ۰    | ۰   | ۰        | ۰        | ۰       | ۰       | ۰     | ۰     |
| مجموع شمس آذر       | مجموع شمس آذر       | مجموع شمس آذر       | 14   | 0   | 0        | 0        | 0       | 0       | 0     | 0     |
| 2024                | شمس آذر             | لیگ برتر            |      |     |          |          |         |         |       |       |
| مجموع آمار          | مجموع آمار          | مجموع آمار          | 261  | ۰   | ۱۳       | ۰        | ۷       | ۰       | ۲۶۷   | ۰     |

## سوابق ملی
سال ۱۳۸۲ دعوت به تیم ملی فوتبال نوجوانان ایران و حضور در مسابقات نوجوانان آسیای ژاپن در سال ۱۳۸۳ که منجر به کسب مقام چهارم ایران شد. دعوت به تیم ملی جوانان ایران در اواخر سال ۱۳۸۳. حضور در مسابقات جوانان آسیا در کشور هندوستان سال ۱۳۸۴. کسب عنوان بهترین دروازه‌بان در مسابقات قهرمانی دانش آموزان جهان در کشور دانمارک در سال ۲۰۰۵ میلادی که تیم ملی فوتبال دانش آموزان ایران در آن سال قهرمان جهان شد. سال ۱۳۸۶ دعوت به تیم ملی المپیک ایران و حضور در مسابقات مقدماتی المپیک ۲۰۰۸ از جمله سوابق ملی فروزان است. فروزان در سال ۲۰۱۲ با درخششی که در بازیهای لیگ داشت توانست نظر کیروش را به خود جلب کرده و به تیم ملی بزرگسالان دعوت شود. فروزان دروازه‌بان ذخیره تیم ملی ایران در جام ملت‌های آسیا ۲۰۱۵ بود.

## افتخارات

### باشگاهی
- نائب قهرمانی لیگ برتر فوتبال ایران ۹۲–۱۳۹۱ به همراه باشگاه تراکتور سازی تبریز
- نایب قهرمانی لیگ برتر فوتبال ایران ۹۱–۹۰ به همراه باشگاه تراکتورسازی تبریز
- بازیکن پدیده فوتبال لیگ برتر فوتبال ایران ۹۱–۹۰

برترین گلر جوانان جهان در سال ۲۰۰۶ میلادی
قهرمان جام حذفی ایران همراه با فولاد خوزستان ۰۰_۹۹

### ملی
- قهرمانی با تیم ملی دانش آموزی در سال ۲۰۰۵ میلادی
- بهترین دروازه بان در مسابقات قهرمانی دانش آموزان جهان در کشور دانمارک در سال ۲۰۰۵ میلادی